# Wola Łuszczewska
Wola Łuszczewska – wieś w Polsce położona w województwie mazowieckim, w powiecie warszawskim zachodnim, w gminie Błonie. Ma status sołectwa.
| SIMC    | Nazwa     | Rodzaj    |
| ------- | --------- | --------- |
| 0000454 | Marysinek | część wsi |

Sąsiadujące z nią wsie to: Nowy Łuszczewek, Bramki, Nowa Górna.
W latach 1975–1998 miejscowość administracyjnie należała do województwa warszawskiego.